# Bni Harchen
Bni Harchen (franska: Bni Harchen (CR), Bni Harchen (Commune Rurale), arabiska: ابغاغزة) är en kommun i Marocko.   Den ligger i provinsen Tétouan och regionen Tanger-Tétouan-Al Hoceïma, i den norra delen av landet, 200 km nordost om huvudstaden Rabat. Antalet invånare är 7 646.